# Kiem Keng Kwee
Kiem Keng Kwee, a volte indicato come Kiem King Kwee (Djatipiring, 27 ottobre 1927 – Breda, 22 aprile 2023), è stato un astronomo indonesiano naturalizzato olandese.

## Studi
Nato a Djatipiring, provincia di Giava Occidentale (Giava), Kiem Keng Kwee ha conseguito nel 1962 il dottorato di ricerca presso l'Università di Leida con la tesi: Photographic Magnitudes of 901 Variable Stars in a Region Near the Galactic Centre, Derived from Franklin-Adams Plates (Magnitudini fotografiche di 901 stelle variabili in una regione vicina al centro galattico, derivate dalle fotografie riprese da Franklin-Adams) .

## Attività
Durante la sua carriera Kwee si è occupato essenzialmente di stelle variabili, in particolare di binarie a eclisse . Ha coscoperto la cometa periodica 59P/Kearns-Kwee.

## Riconoscimenti
Gli è stato dedicato un asteroide, il 4646 Kwee
.